# أكوب دونابيديان
أغوب ميساك دونابيديان (من مواليد 28 أكتوبر 1981) هو مدرب كرة قدم ولاعب سابق وهو مدرب في أكاديمية كرة القدم اللبنانية أتليتيكو
ولد دونابيديان في سوريا لأبوين لبنانيين من أصل أرمني انتقل إلى لبنان في سن مبكرة، ومثل منتخبهم الوطني على مستوى الكبار لمدة ثلاث سنوات. لعب في بطولة اتحاد غرب آسيا لكرة القدم 2000، وتصفيات كأس العالم لكرة القدم 2002، وتصفيات كأس آسيا 2004

## مسيرته الكروية
انضم دونابيديان إلى النجمة في 5 ديسمبر 2006

## الإنجازات
الهومنتمن بيروت
- الدوري اللبناني الدرجة الثانية : 2002–03

النجمة
- الدوري اللبناني الممتاز: 2008–09
- كأس السوبر اللبناني: 2009

السلام زغرتا
- كأس لبنان : 2013–14

الإنجازات الفردية
- أفضل لاعب شاب في الدوري اللبناني الممتاز : 1999–2000[5]